# 瑟夫赖
瑟夫赖（法語：Sevrai，法語發音：[səvʁɛ] ⓘ）是法国奥恩省的一个市镇，位于该省中部偏西，属于阿让唐区。

## 地理
瑟夫赖（48°42'14"N, 0°8'20"W）面积8.11 平方千米，位于法国诺曼底大区奧恩省，该省份为法国西北部内陆省份，北起顺时针与卡爾瓦多斯省、厄尔省、厄尔-卢瓦省、萨尔特省、马耶讷省和芒什省接壤。
与瑟夫赖接壤的市镇（或旧市镇、城区）包括：埃库谢莱瓦莱、茹埃迪普兰、圣布里斯苏拉讷。

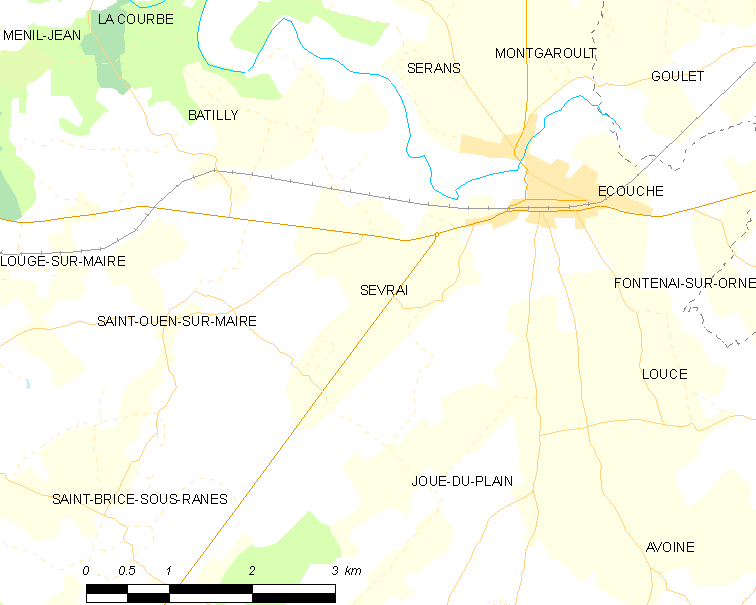
瑟夫赖的OSM定位图

瑟夫赖的时区为UTC+01:00、UTC+02:00（夏令时）。

## 行政
瑟夫赖的邮政编码为61150，INSEE市镇编码为61473。

## 政治
瑟夫赖所属的省级选区为马尼勒代塞尔县。

## 人口

1962-2008年间瑟夫赖人口变化图示

瑟夫赖于2022年1月1日时的人口数量为285人。